# フウセンアサガオ
フウセンアサガオ（学名：Operculina turpethum）はヒルガオ科の大型つる性多年生草本。帰化植物。

## 特徴
茎には紫色を帯びる翼があり、他物に絡みついて長さ5–10 mになる。若い茎や葉には肉眼で見づらい白色透明の短毛があり、ビロード状の触感がある。葉は対生し、心形～広卵状披針形、長さ・幅ともに7–12 cm、先は鋭尖形、基部は切形～やや心形。花は直径4 cmほどで白色、腋生の散房花序に1–5個つける。2枚の萼片は緑紫色を帯び、花後に肥大して肉質となり果実を包む。和名は風船状を呈するこの形状にちなむ。熟すると萼は開き、中の4個の果実を露出させる。

## 分布と生育環境、利用
熱帯アフリカ原産で、熱帯アジア、マレーシア、オーストラリア北部、マリアナ諸島などに広く帰化。八重山諸島、沖縄本島の一部に帰化。種子は海流で運ばれ散布され、九州へ漂着後に発芽したことが確認されている。観賞用、ドライフラワーとして利用される。

## ギャラリー
- 広葉（沖縄県今帰仁村）
- 花と萼（沖縄県今帰仁村）
- 花と萼（沖縄県石垣市）
- 細葉と果実（沖縄県石垣市）